# Бахмутська провінція
Бахмутська провінція — адміністративно-територіальна одиниця у складі Азовської та Воронізької губерній Російської імперії. Утворено у 1719 році, ліквідовано у 1783 році.

## У складі Азовської і Воронізької губернії (1719-1765)
У 1703-1710 роках існував Бахмутський повіт.
У 1710-1719 роках існувало Бахмутське воєводство.
Бахмутська провінція утворена 1719 року з Бахмутського воєводства. Адмінцентр — місто Бахмут. У провінції були включені містечка та слободи: Борівське, Краснянске, Новий Айдар, Рай-Городок, Старий Айдар, Сухарів и Ямпіль.
У 1719-1725 відносилася до Азовської губернії і у 1725-1765, по причині зміни назви губернії — до Воронізької.
У провінції були міста: Бахмут, Тор, Сокольськ (сучасне місто Липецьк), Білоколодськ (сучасне село Крутогірря Липецького району, колишнє місто Білий Колодязь) і Романів (сучасне Леніне Липецького району). Проте три останніх міста у 1728 році не входять до провінції і в 1737 року переписані у складі Воронізької провінції.

## У складі Новоросійської губернії (1765-1775)
26 березня 1765 року  Бахмутська провінція була передана зі складу Воронізької губернії до  Новоросійської губернії. На той час (1765) до неї входили: 
- Бахмутський гусарський полк, — утворений об'єднанням Шевічева полку і Прерадовичева полку, що були у складі Слов'яносербії,
- Самарський гусарський полк, — колишній Молдавський гусарський полк з Києва оселен у Дніпра (південніше Дніпровського полку до устя Самари), (скасован 1769 ?),
- Луганський пікінерний полк, — колишній Бахмутський козацький полк слобідського походження, що розселився вздовж Лугані.

Станом на 1775 рік у складі провінції було 21 державне поселення, 40 поміщицьких поселень і Бахмутський гусарський полк складом з 16 рот.
1775 року Бахмутська провінція перейшла до Азовської губернії.

## У складі Азовської губернії 1775-1783
Впродовж 1775-1783 років Бахмутська провінція перебувала у складі Азовської губернії. 
Територія провінції включала Бахмутський повіт та Слов'яносербію.
З утворенням 30 березня 1783 року Катеринославського намісництва  із Азовської і Новоросійської губерній Бахмутську провінцію ліквідовано. У наступному 1784 році з неї утворено 2 повіти: Бахмутський й Донецький.